# GMM 25
GMM 25 é um canal de televisão aberta tailandesa que faz parte da GMM Grammy. A emissora oferece uma variedade de conteúdos, como programas de teatro, música, notícias e entretenimento, direcionados a adolescentes. Um de seus programas mais notáveis foi Hormones: The Series.
Foi lançado em 25 de maio de 2014 depois que o GMM Grammy recebeu uma licença de TV digital do Comitê Nacional de Radiodifusão e Telecomunicações em dezembro de 2013.
A emissora também fez parceria com a Line TV para fornecer repetições completas de seus programas e da Viu.

## Programas

### Séries
- 2gether: The Series
- Still 2gether
- Angel Beside Me
- Garota de Fora
- Love Beyond Frontier
- Turn Left Turn Right
- U-Prince
- Ugly Duckling
- Water Boyy: The Series
- Yuttakarn Prab Nang Marn